# Camille Sauvage
Pour les articles homonymes, voir Sauvage (homonymie).
Camille André Sauvage, né le 14 avril 1910 à Ferrière-la-Petite (Nord) et mort le 30 octobre 1981 à Paris, est un musicien, compositeur et chef d'orchestre de Jazz français.

## Biographie
Le père de Camille Sauvage était ingénieur ferroviaire. Camille commença très tôt à jouer du violon et suivit une formation musicale classique au conservatoire de Valenciennes puis au Conservatoire de Paris. Au début des années 1940, il s'intéresse au jazz américain et joue comme saxophoniste et clarinettiste dans les orchestres de Ray Ventura et Raymond Legrand (1943/1944). Il travaille alors avec des musiciens de jazz comme Hubert Rostaing, Noël Chiboust, Aimé Barelli, André Paquinet, Loulou Gasté, Armand Molinetti et Michel Warlop. Après la fin de la guerre, il part en tournée dans le nord de la France et en Belgique avec son propre groupe. Le label français Pacific publie vers 1946 le titre Seven Come Eleven (Pacific JF 6.001), enregistré par Camille Sauvage & son Orchestre. Sur Odeon, il publie sa reprise du tube de Glenn Miller In the Mood et le numéro vocal Slim Boogie (Odeon 281739). Le reste de son répertoire d'enregistrements Odeon est constitué de numéros joyeux comme Hello, baby Mademoiselle, Fifi jaune d'œuf ou Sous le ciel bleu du Texas.
Camille Sauvage fonde un orchestre de danse en 1947 ; en 1948, il participe aux émissions de radio RTF Surprise-party et connaît le succès entre 1948 et 1953 avec des titres comme Oh ! Venez au Vénézuela, Ah ! Qu'elle est belle ma chanson, La mi-août, Un petit coup de rouge, Bella Musica ou Marie s'promène, qu'il enregistre pour Philips à partir de 1951, puis pour RCA Records et Columbia Records à partir de 1954. À partir des années 1950, son orchestre jouait un mélange de easy listening, de musique latine, de soul, de pop et de jazz. À la fin des années 1950, il dut abandonner l'orchestre. Dans les années 1960, Sauvage utilisa de plus en plus d'instruments amplifiés électriquement dans ses productions de disques. Il a également composé de nombreuses musiques de film, notamment pour des films comme Le hasard mène l'enquête (1951), Chaque minute compte (1960), L'assassin viendra ce soir (1962) ou La Malédiction de Belphégor (1967). Pour plusieurs bandes originales comme celle des Aventures d'un œil privé (1977), il expérimente également la musique électronique. Pour le label Editions Montparnasse 2000, il a enregistré une série de disques destinés à servir de musique de fond pour la radio, la télévision et le cinéma.

## Discographie
Camille Sauvage a enregistré de nombreux disques, dont certains ont été réédités en CD.
- Camille Sauvage et son orchestre, Petite fleur, (45 tours, Disques Trianon 4367, ca. 1960)
- 1964 : Cine - Cocktail (Dansez avec la musique des Bandes Originales des films)[5] (Paroles Et Musique)

1. Cargo pour La Réunion (Bande Originale du film Cargo pour la Réunion)
2. Willy-Lee-Mad (Bande Originale du film L'assassin viendra ce soir)
3. Bowery (Bande Originale du film À corps perdu)
4. Mysterious Stars (Bande Originale du film Cargo pour La Réunion)
5. Spy-Blues
6. Sega (Bande Originale du film Cargo pour La Réunion)
7. Saloon
8. 5th Avenue
9. G-I. Hully-Gully (Bande Originale du film Cargo pour La Réunion)
10. Sweet Johnny (Bande Originale du film À corps perdu)
11. Mister Bop (Bande Originale du film Soirs de Paris)
12. Olivia (Bande Originale du film Le Bal des espions)
13. Crazy-Rock (Bande Originale Du Film Cargo Pour La Reunion)
14. La nuit sans toi
15. Mad Number Two
16. La Cage (Bande Originale du film La Cage)

- Camille Sauvage et son orchestre, Le temps de la radio 1948-1953, (CD, 2005)

### Filmographie sélective
- 1955: Les nuits de Montmartre
- 1960: Le bal des espions
- 1960: Chaque minute compte
- 1965: Sursis pour un espion
- 1969: Trafic de filles
- 1970: Orloff et l’homme invisible[6]
- 1971: Frustration
- 1976: Paris porno